# Facundo Machaín
José Facundo Machaín Recalde (Asunción, 27 de noviembre de 1845-29 de octubre de 1877) fue un político paraguayo que ejerció de presidente provisorio del Paraguay debido a la desintegración del Triunvirato. 
Su mandato como presidente provisorio fue fugaz, pero muy importante para el ambiente político de aquella época.

## Biografía
Facundo Machaín fue un abogado y político paraguayo. Nació en la ciudad de Asunción el 27 de noviembre de 1847. Estudió en Santiago de Chile, graduándose en derecho en la Universidad de Chile. Fue su profesor, el catedrático venezolano, Andrés Bello. Tenía 25 años cuando fue designado presidente de la República. Sus padres fueron el señor José Serapio Machaín y Zavala y la señora Clara Recalde y Machaín. Estuvo casado con Clara Recalde, pero no tuvo descendencia. 
Fueron sus hermanos Esteban, León, Raymundo (quien se casó con Clara Recalde, viuda de su hermano Facundo), Josefa, casada con Federico Zorraquín; Francisca, casada con Alberto Robinson; Emilia y Serapio Machaín. 
Facundo Machaín fue uno de los primeros paraguayos que hablaron en la plaza pública y cautivó a la ciudadanía con su personalidad luchadora, su juventud y cultura. 
Según la biografía realizada por José Segundo Decoud, poseía cualidades de orador, pero le costaba mucho escribir.
Fue asesinado en su propia celda por los esbirros que le servían de custodia, en la célebre masacre de la cárcel pública, el 29 de octubre de 1877, a los 32 años. Su muerte produjo una inmensa tristeza en toda la sociedad. Se dijo que con ella las letras paraguayas perdieron a un gran profesor. Para recordarlo, se bautizó una calle con su nombre en el barrio Mariscal Estigarribia de Asunción.

### Gobierno del Triunvirato

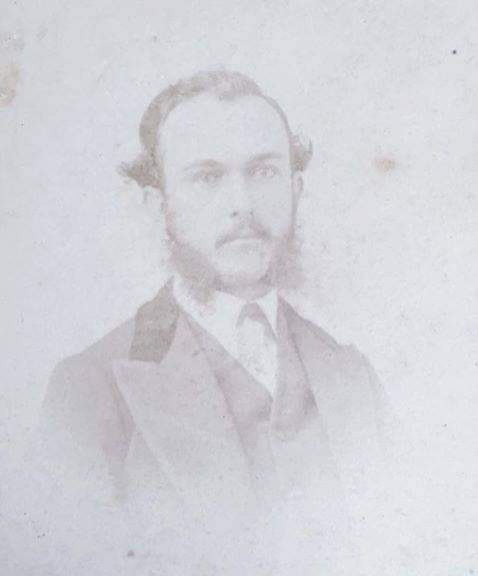
Dr. Facundo Machain

El gobierno del Triunvirato tuvo una existencia breve. En mayo de 1870 había renunciado uno de los triunviros, José Díaz de Bedoya, y el 31 de agosto de 1870 hizo lo mismo Carlos Loizaga. Por esto, Antonio Rivarola fue cesado por la Asamblea Nacional Constituyente. Al declararse caduco el gobierno provisorio y crearse la presidencia provisional de la República por la Asamblea Nacional Constituyente, Machaín fue designado, por 37 votos contra 5, para ejercer dicho cargo. Asumió en un bello atardecer paraguayo, el 31 de agosto de 1870, en la que hizo el siguiente voto: “Juro ante Dios y la Patria, cumplir fielmente los deberes de Presidente y de cumplir todas las disposiciones que emanen del seno de la Soberana Convención Constituyente”. Le cupo ser protagonista de primera línea de los trabajos de reorganización de la República. Pero 12 horas después un complot urdido al mando de Cirilo Antonio Rivarola, con ayuda de las fuerzas aliadas, lo derrocó del poder sin siquiera ejercerlo, en la madrugada del 1 de septiembre de 1870. Esa misma noche, Rivarola obtuvo su reposición en el cargo, acto posteriormente legitimado por la Asamblea Nacional. Fue su vicepresidente Cayo Miltos, que más tarde falleció y fue reemplazado por Salvador Jovellanos. De esta manera se produjo el primer golpe de Estado en el Paraguay de la posguerra.

## Estudios y trayectoria política
Sus primeros estudios los realizó en Asunción, luego se trasladó a Chile, donde siguió la carrera de derecho. Regresó al país a finales de la Guerra de la Triple Alianza.
Fue designado miembro del Superior Tribunal de Justicia en el año 1872 y, durante el gobierno del presidente Juan Bautista Gill, ejerció la cancillería nacional, cargo en el que tuvo descollante actuación, especialmente en la defensa de los derechos paraguayos sobre el Chaco. Fue presidente del “Gran Club del Pueblo” y formó parte de la Asamblea Nacional, como convencional por la parroquia de La Encarnación. El 27 de agosto, la Convención lo designó miembro de la comisión redactora del proyecto de Constitución, en la que intervino satisfactoriamente, siendo el mejor orador de la Asamblea.
En 1876, luego de la guerra de la Triple Alianza, participó, junto con el canciller argentino Bernardo de Irigoyen, del tratado de límites denominado Machaín-Irigoyen. 
Ejerció el periodismo y fue profesor y el primer director del Colegio Nacional de la Capital, de segunda enseñanza, hoy demolido. Desde el edificio de aquella institución observó el sangriento episodio en que fue asesinado el presidente Juan Bautista Gill. Al oír los primeros disparos, fue hasta uno de los balcones que daban a la calle Libertad (hoy Eligio Ayala) diciendo: “Lo matan al presidente”. 
En 1877 ocupó una banca en la defensa jurídica de los acusados por la muerte de Gill. Las pasiones políticas, a raíz de sus gestiones profesionales en el citado asunto, le hicieron víctima. Fue encarcelado. Ocupó la misma celda que sus defendidos, entre quienes se hallaba el comandante José Dolores Molas, veterano de la Guerra del '70. Fue asesinado con varios de ellos ese mismo año, en lo que se conoció como "la matanza de la Cárcel Pública", durante la presidencia de Higinio Uriarte.
| Predecesor: Junta de Gobierno. Triunviros Cirilo Antonio Rivarola, Carlos Loizaga y José Díaz de Bedoya | Presidente de la República del Paraguay 1870 | Sucesor: Cirilo Antonio Rivarola |